# Chrysophyllum claraense
Chrysophyllum claraense – gatunek drzew należących do rodziny sączyńcowatych. Gatunek uznawany jest za podgatunek C.oliviforme. Występuje na Kubie.